# Druhá bitva v Champagne
Druhá bitva v Champagne (německy Herbstschlacht in der Champagne) se uskutečnila od 25. září do 6. listopadu 1915 mezi Francií a Německem v rámci bojů první světové války na západní frontě. Francouzská armáda napadla Němce současně s koordinovanými britsko-francouzskými útoky u Artois a u Loosu. Početnějším francouzským útočícím jednotkám se v oblasti Argonne z počátku dařilo postupovat, avšak Němci dokázali do ohroženého úseku fronty záhy doplnit své rezervy. Prolomit frontovou linii se proto Dohodě nepovedlo a Němci francouzsko-britskou ofenzívu odrazili.

## Galerie

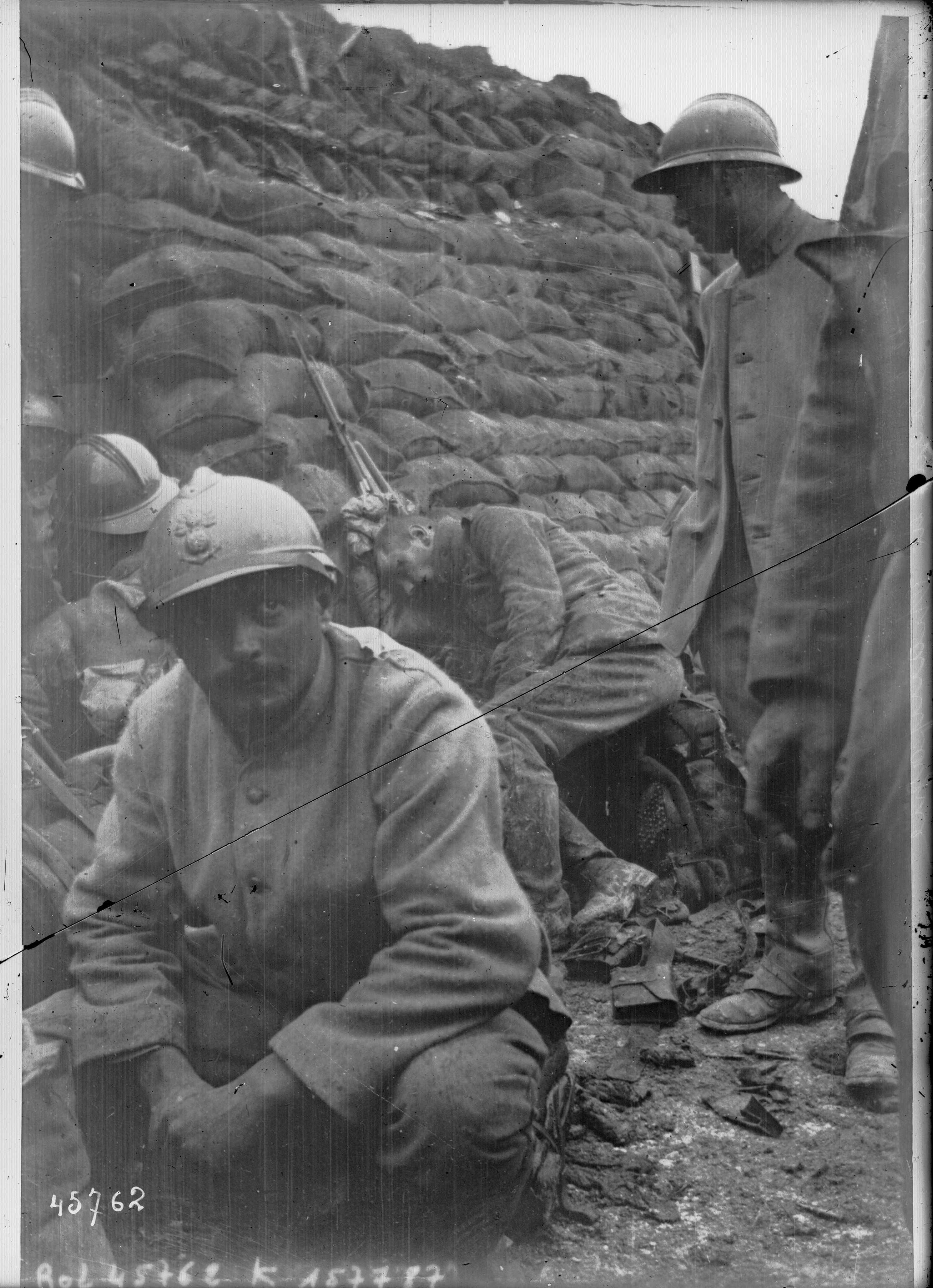
Francouzští vojáci v zákopech, Champagne 1915
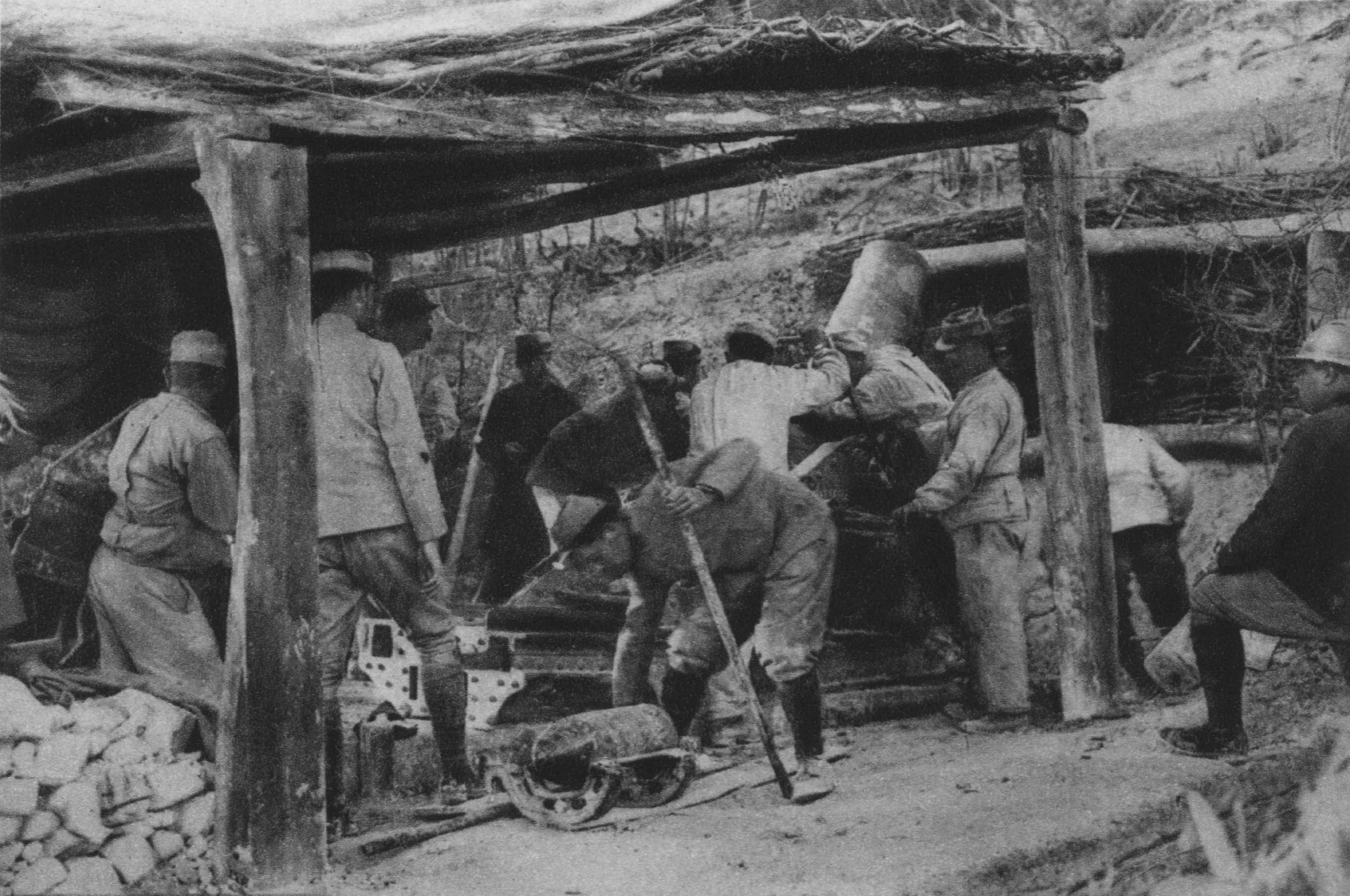
Francouzské dělostřelecké pozice během bitvy
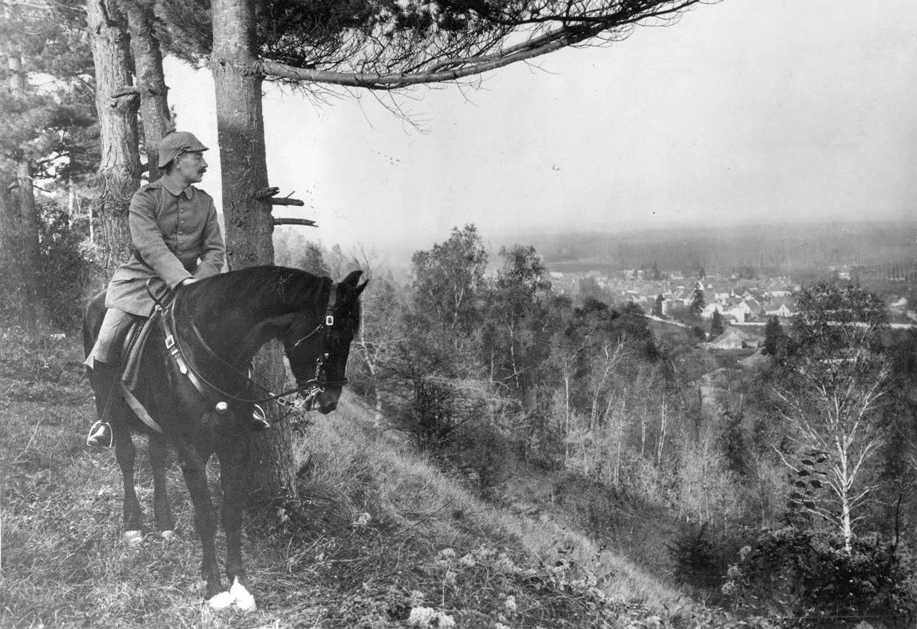
Německý jízdní průzkumník
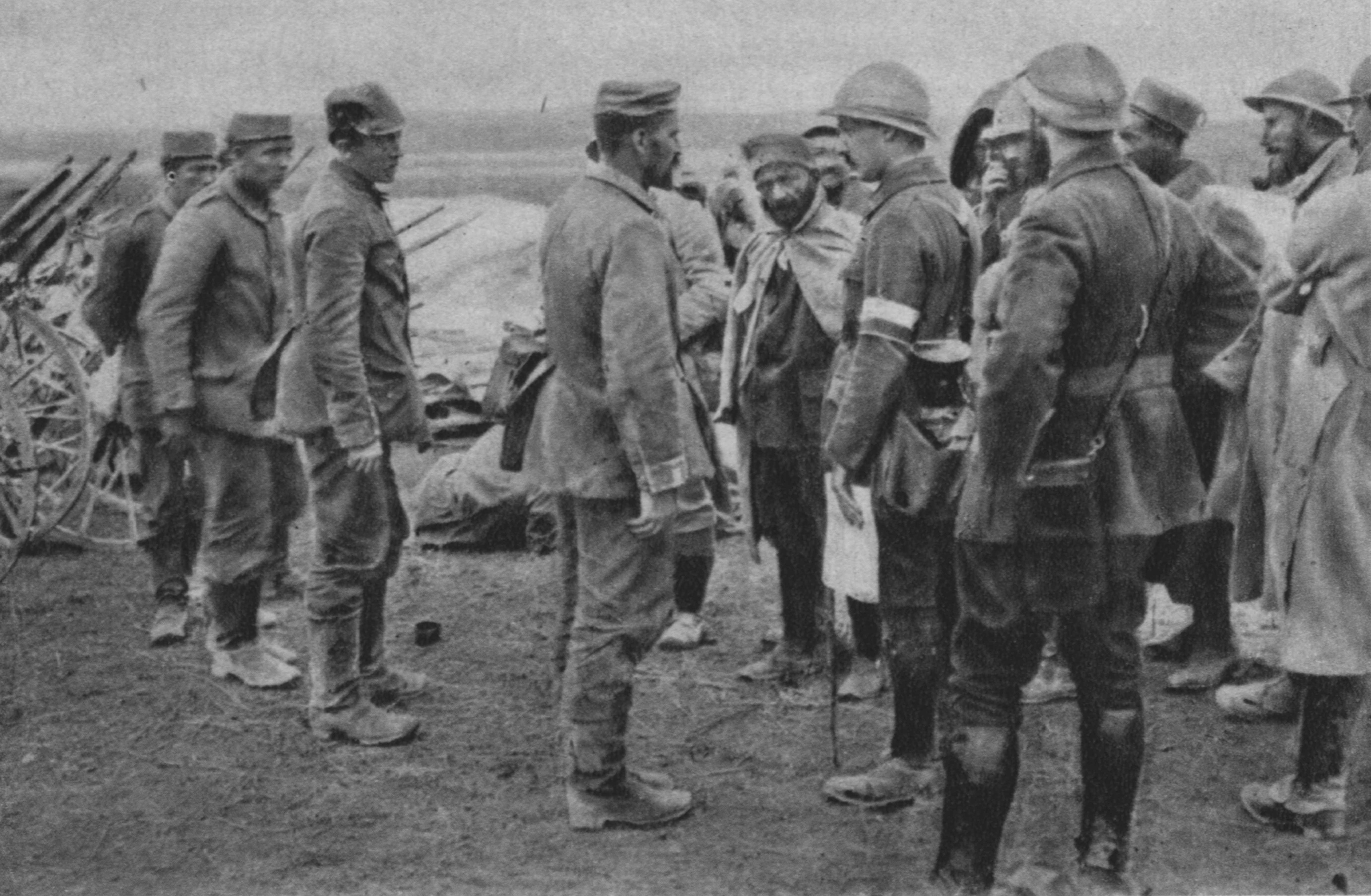
Vyslýchaní němečtí zajatci
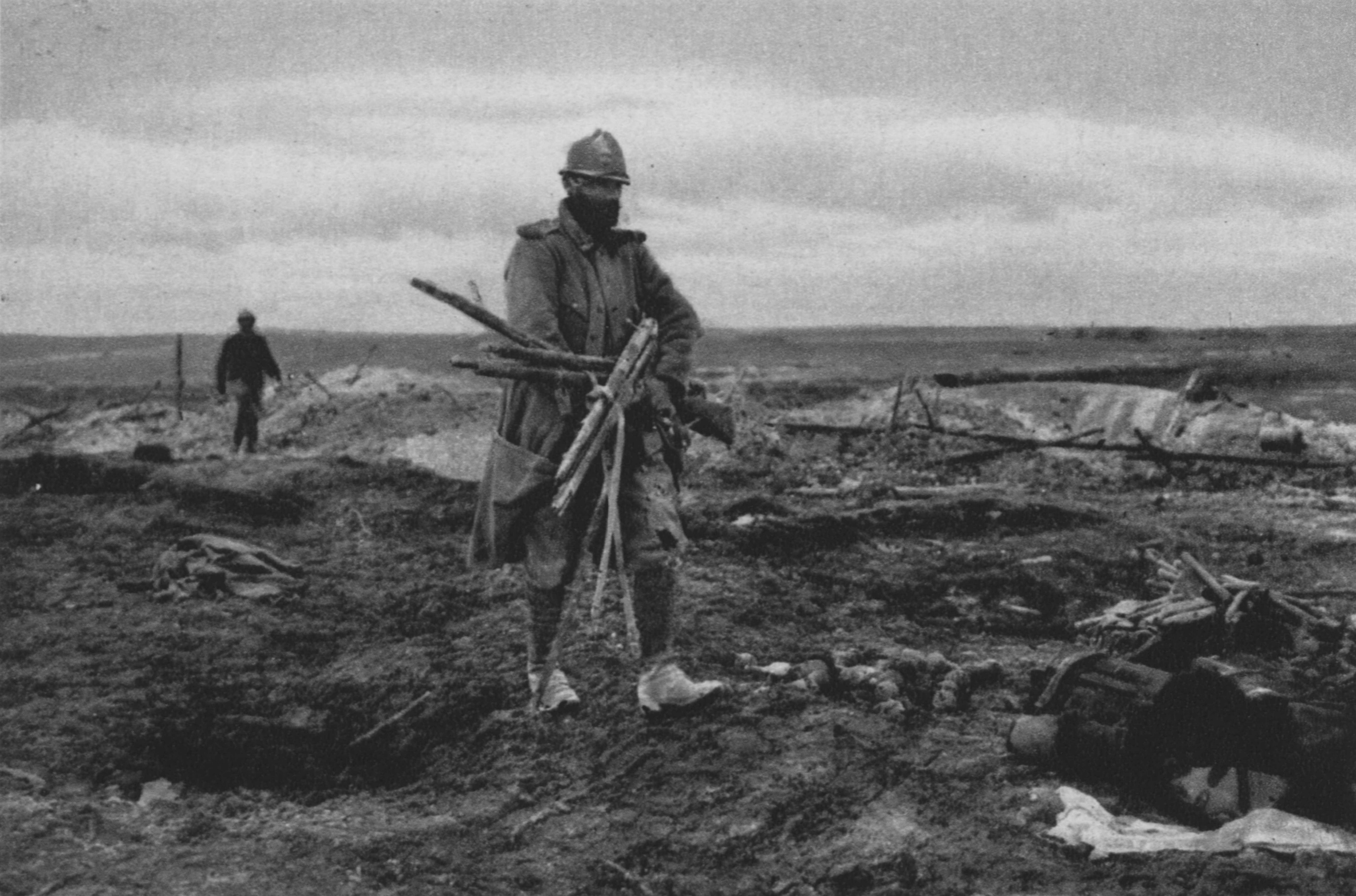
Francouzi prohledávající opuštěné německé zákopy nedaleko Perthes
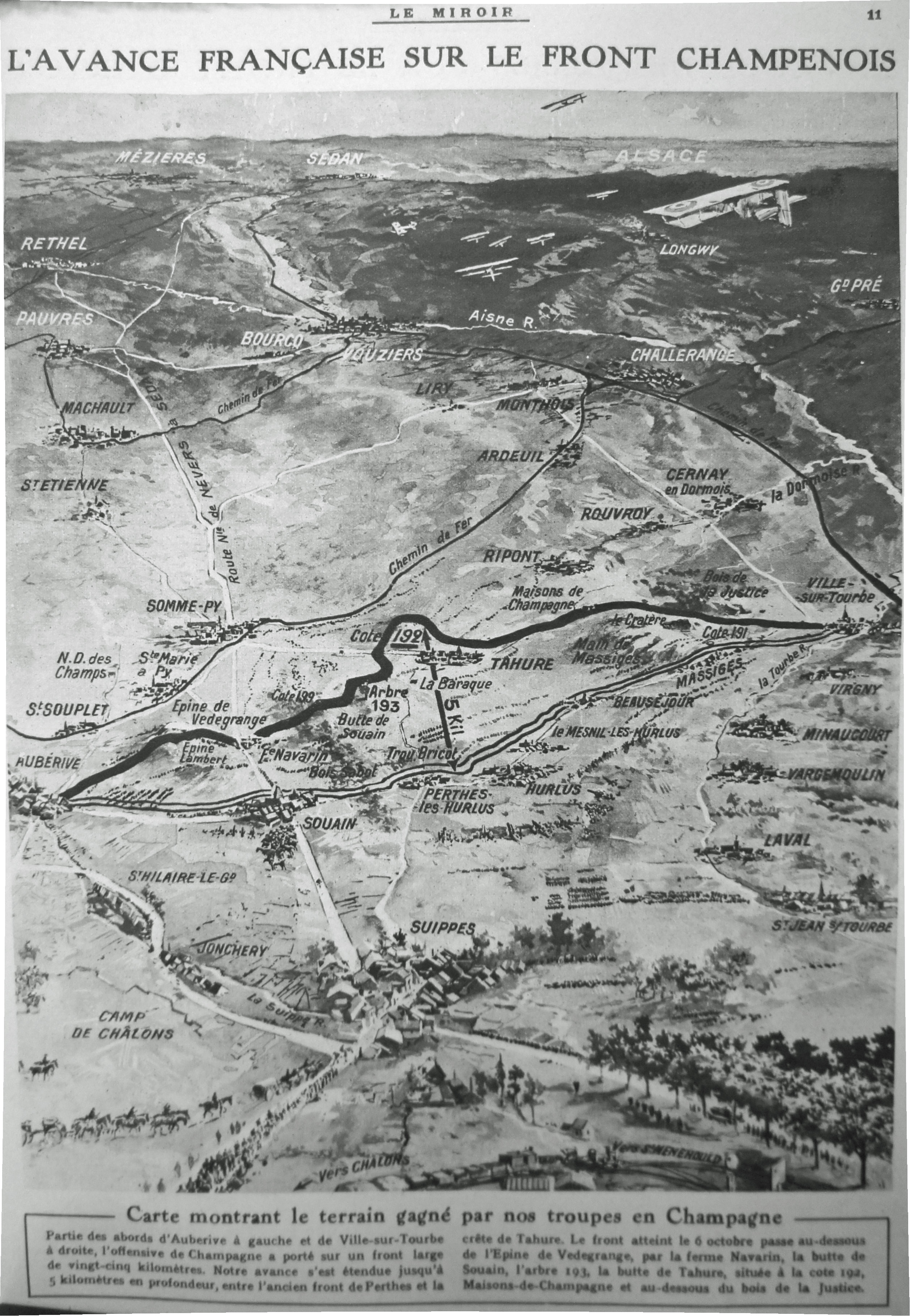
Plán s francouzským postupem otištění v Le Miroir